# Get Lifted
Get Lifted é o álbum de estreia do cantor americano John Legend. Foi gravado pela GOOD Music e comercializado pela Sony Music. O álbum contou com a produção de Kanye West, Will.i.am, Dave Tozer e do próprio Legend. Vendeu cerca de três milhões de cópias ao redor do mundo, sendo 1.8 milhões delas nos Estados Unidos onde conseguiu certificação de platina. "Get Lifted" ganhou o Grammy Award de Melhor Álbum de R&B, a faixa "Ordinary People" também ganhou o Grammy de Melhor Performance de Cantor de R&B.

## Faixas
1. "Prelude" - 0:44
2. "Let's Get Lifted" - 3:37
3. "Used to Love U" - 3:30
4. "Alright" - 3:20
5. "She Don't Have to Know" - 4:52
6. "Number One" (part. Kanye West) - 3:18
7. "I Can Change" (part. Snoop Dogg) - 5:01
8. "Ordinary People" - 4:41
9. "Stay with You" - 3:49
10. "Let's Get Lifted Again" - 2:18
11. "So High" - 5:07
12. "Refuge (When It's Cold Outside)" - 4:13
13. "It Don't Have to Change" (part. The Stephens Family) - 3:23
14. "Live It Up" (part. Miri Ben-Ari) - 4:35

## Desempenho nas paradas
| Top (2004)                          | Melhor posição |
| ----------------------------------- | -------------- |
| Austrália - ARIA Singles Chart      | 36             |
| Dinamarca - Singles Chart           | 33             |
| Bélgica - Singles Chart             | 43             |
| França - Singles Chart              | 53             |
| Países Baixos - Singles Chart       | 5              |
| Itália - FIMI Singles Chart         | 17             |
| Nova Zelândia - RIANZ Singles Chart | 35             |
| Noruega - Singles Chart             | 1              |
| Suécia - Singles Chart              | 2              |
| Suíça - Singles Chart               | 65             |
| Irlanda - Singles Chart             | 42             |
| Estados Unidos - Billboard 200      | 4              |
| Reino Unido - Singles Chart         | 12             |